# Basaluzzo
Basaluzzo és un municipi situat al territori de la província d'Alessandria, a la regió del Piemont, (Itàlia).
Pertanyen al municipi la frazione de Sant'Antonio.
Basaluzzo limita amb els municipis de Bosco Marengo, Capriata d'Orba, Francavilla Bisio, Fresonara, Novi Ligure, Pasturana i Predosa.

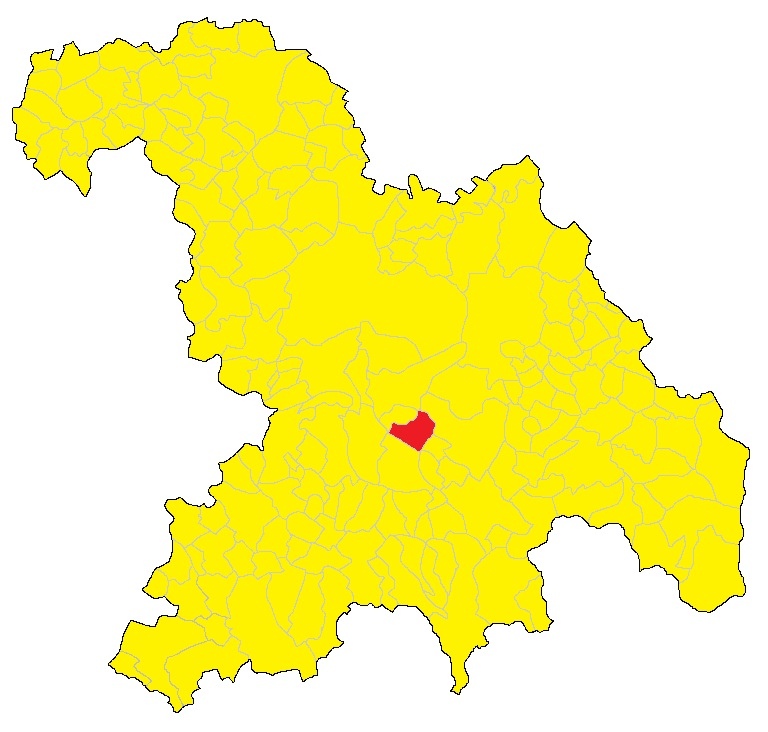
Localització del municipi de Basaluzzo a la prov. d'Alessandria (Piemont)